# Kriftel
Kriftel è un comune tedesco di 11 151 abitanti situato nel land dell'Assia.